# Haseldorfer Marsch

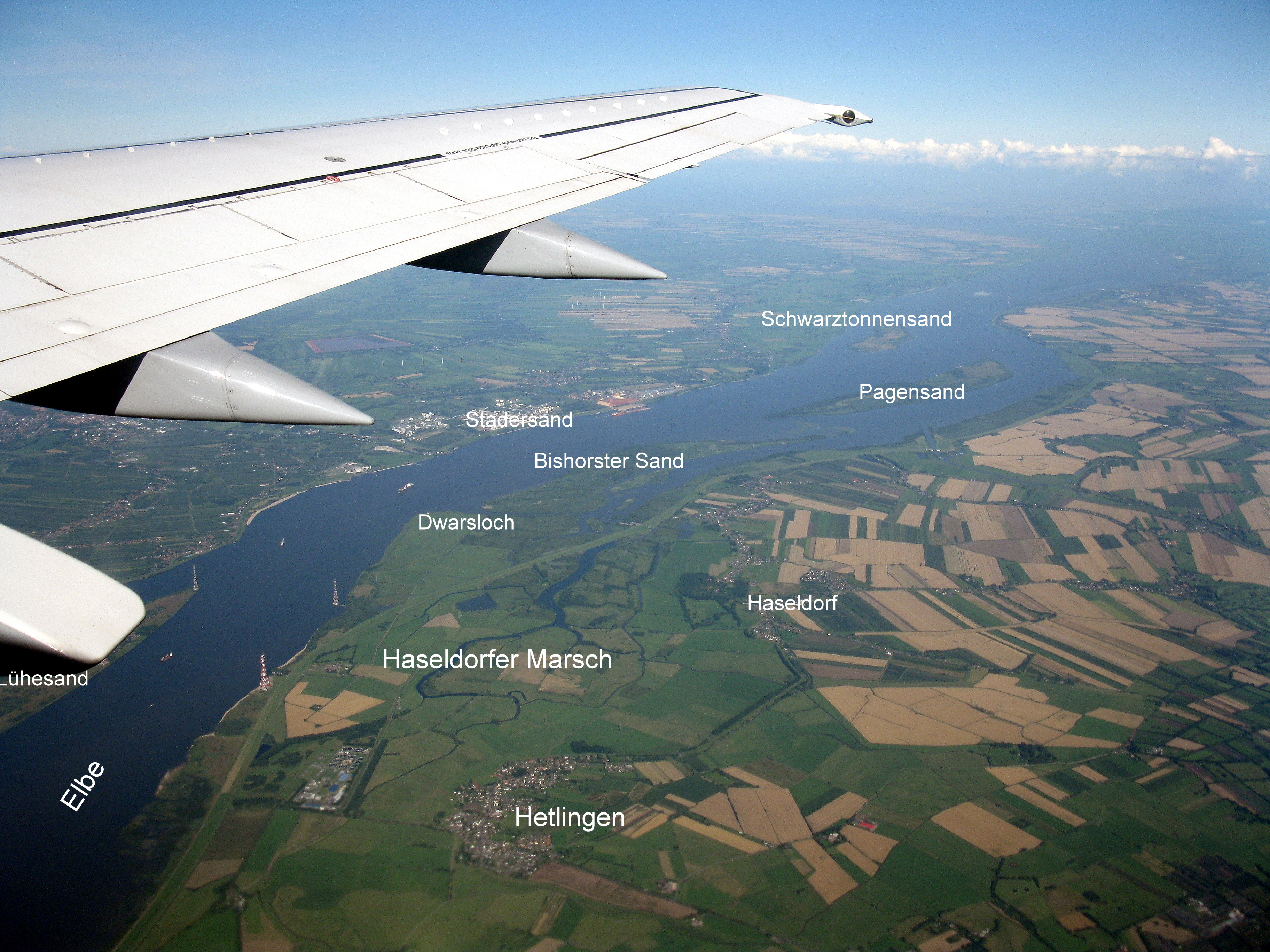
Haseldorfer Marsch mit Elbe und Elbinseln

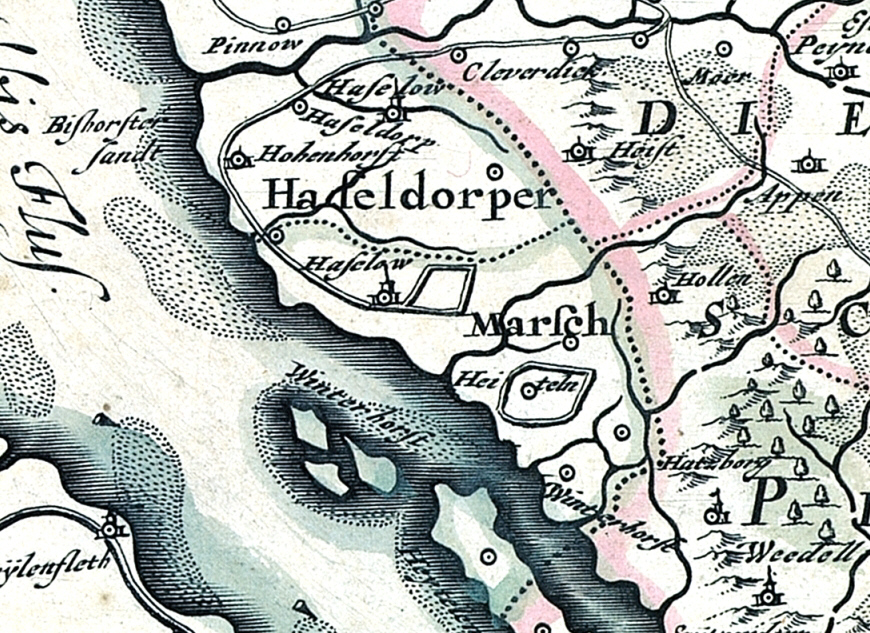
Die Haseldorfer Marsch um 1650

Die Haseldorfer Marsch ist die kleinste der holsteinischen Elbmarschen und liegt nordöstlich der Elbe zwischen der Stadt Wedel, der Pinnau und dem Geestrand zwischen Uetersen und Holm. Hauptort der Haseldorfer Marsch ist die Gemeinde Haseldorf; weitere Gemeinden sind Haselau und Hetlingen. Auf dem gegenüberliegenden Elbufer liegt die Hansestadt Stade, etwa 20 Kilometer westlich von Hamburg.
Die Haseldorfer Marsch ist Teil des Kreises Pinneberg in Schleswig-Holstein.
In ihr befand sich auch das in der Elbe versunkene Dorf Bishorst.
Am Übergang zur Seestermüher Marsch befindet sich die zweitälteste funktionstüchtige Drehbrücke Deutschlands, die im Jahre 1887 erbaut wurde.
Die Bewohner der Marsch mussten sich stets mit Sturmfluten und Überschwemmungen auseinandersetzen.

## Ereignisse
In der Nacht zum 28. Dezember 1248 zerstörte die sogenannte Allerkindleinsflut Teile des ersten Deichsystems. Weite Teile des Gebietes wurden verwüstet.
Bei der Hamburger Sturmflut am 16./17. Februar 1962 wurde die Marsch teilweise meterhoch überflutet. Die Hetlinger Schanze und das Haseldorfer Vorland standen bis zu 5,83 Meter unter Wasser. Es kam jedoch nicht zum Bruch der Elbdeiche. Doch die Ende der fünfziger Jahre schlecht durchgeführten Erhöhungen der Deiche machten sich bemerkbar. So sackte die neue Deichkrone bei Hetlingen einfach ab. Aufgrund des Hochwasserrückstaus am Flussdeich der Pinnau kam es zu weiteren Überschwemmungen im nahen Uetersen. Anders als in Hamburg gab es keine Todesopfer, doch die Schäden an den Gebäuden und der Infrastruktur glichen denen in Hamburg-Wilhelmsburg und Georgswerder.
Am 3. Januar 1976 wurde die Marsch im Zuge des Capella-Orkans wieder von einer Sturmflut heimgesucht. Der Deich bei Hetlingen brach an neun Stellen und die komplette Marsch wurde überflutet. Zwei Wochen lang herrschte der Ausnahmezustand, es entstand ein Millionenschaden. Es kam kein Mensch ums Leben. Insgesamt waren ca. 800 Familien über Tage von der Außenwelt abgeschnitten. Die meisten Verluste gab es unter den Nutztieren und der freilebenden Tierwelt. Es wurden 155 Rinder, 610 Schweine, 280 Schafe und 700 Hühner getötet. Von den freilebenden Tieren sind etwa 700 Rehe, 3000 Fasane und ca. 1000 Hasen ums Leben gekommen.
Im Juli 2002 überfluteten sintflutartige Regenfälle die Haseldorfer Marsch. Es fielen bis zu 125 Liter Wasser pro Quadratmeter in 24 Stunden. Vom Geesthang bei Hetlingen kamen weitere Wassermassen hinzu. Die Obstplantagen, Häuser und Straßen standen unter Wasser. Über 300 Feuerwehrleute sowie das THW und das DRK waren tagelang im Einsatz.

## Geschichte

Stammwappen derer von Schauenburg mit dem Nesselblatt

Im Jahr 1110 ernannte Herzog Lothar von Supplinburg seinen Lehnsmann Adolf I. von Schauenburg zum Nachfolger des Grafen Gottfried von Hamburg, wodurch in der Grafschaft Holstein eine Schauenburger Herrschaftszeit begann. Diese Herrschaft dauerte ca. 350 Jahre, bis Adolf VIII. Graf von Holstein 1459 ohne männlichen Erben starb. Danach wurde König Christian I. von Dänemark neuer Herzog von Schleswig und Graf von Holstein und Stormarn. 1494 verkauft der dänische König Johann I. die Vogtei Haseldorf für 30000 Mark lübisch an den Ritter Hans von Ahlefeldt. Das Gut Haseldorf gehörte der Familie Ahlefeld bis 1726, das Gut Haselau bis 1747. Von 1731 bis heute gehört das Gut der Familie von Schilden.

## Landwirtschaft und Naherholungsgebiet
Die Haseldorfer Marsch wird auch heute noch überwiegend landwirtschaftlich genutzt, wobei der wichtigste Zweig der Obstbau ist; außerdem ist die Viehzucht von Bedeutung. Aufgrund der Nähe zu Hamburg wohnen in der Haseldorfer Marsch viele Pendler, die in Hamburg arbeiten. Ebenso ist die Marsch ein beliebtes Naherholungsziel der im Umland lebenden Bevölkerung.

## Einzelnachweise

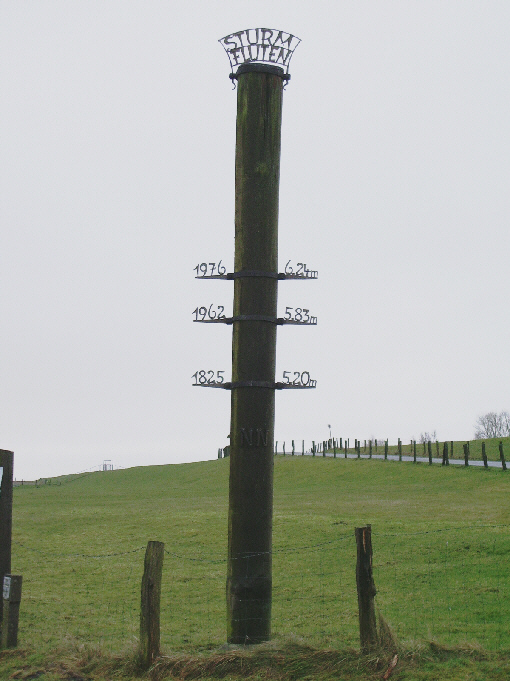
Sturmflutmast
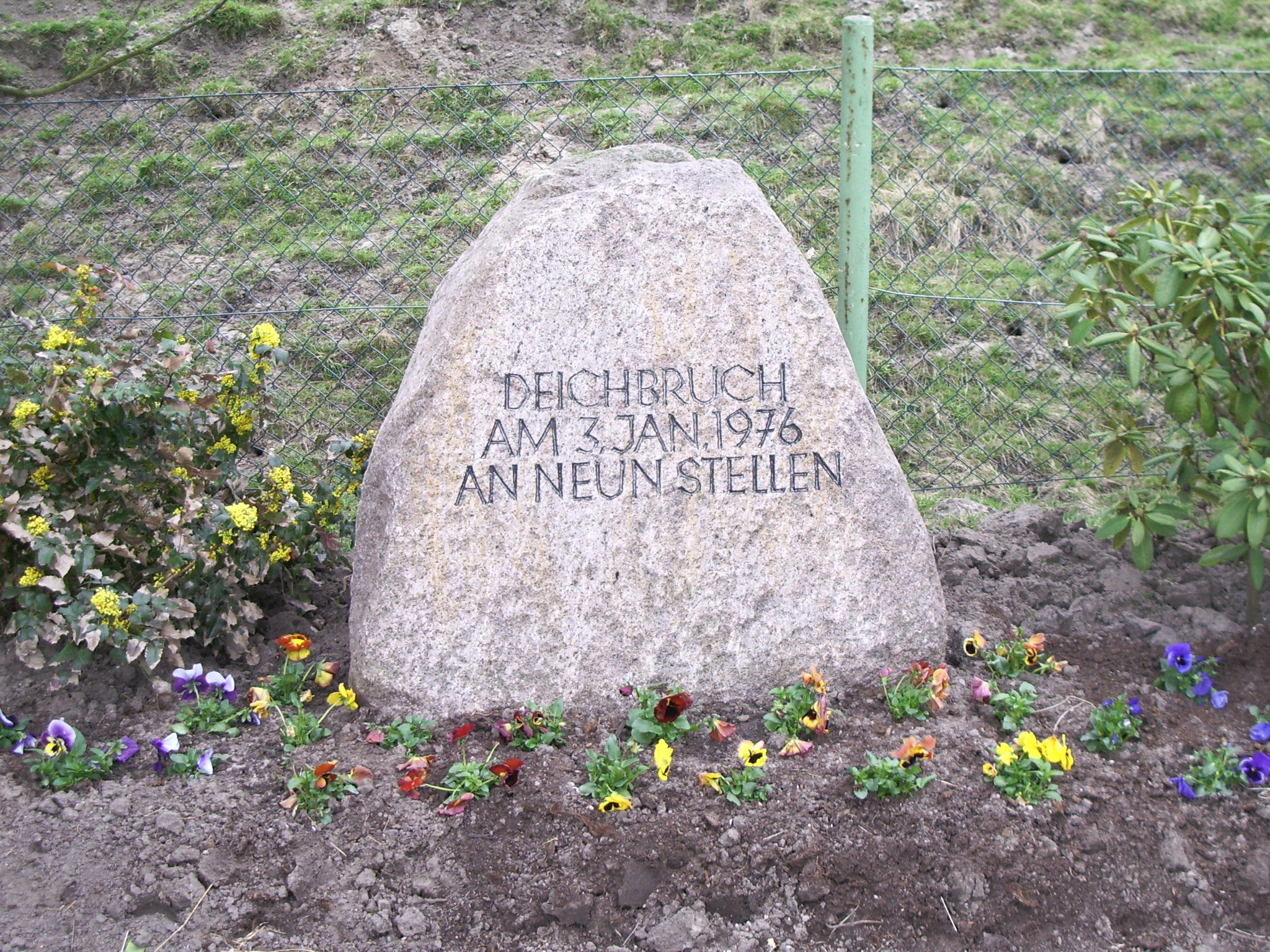
Gedenkstein in Hetlingen
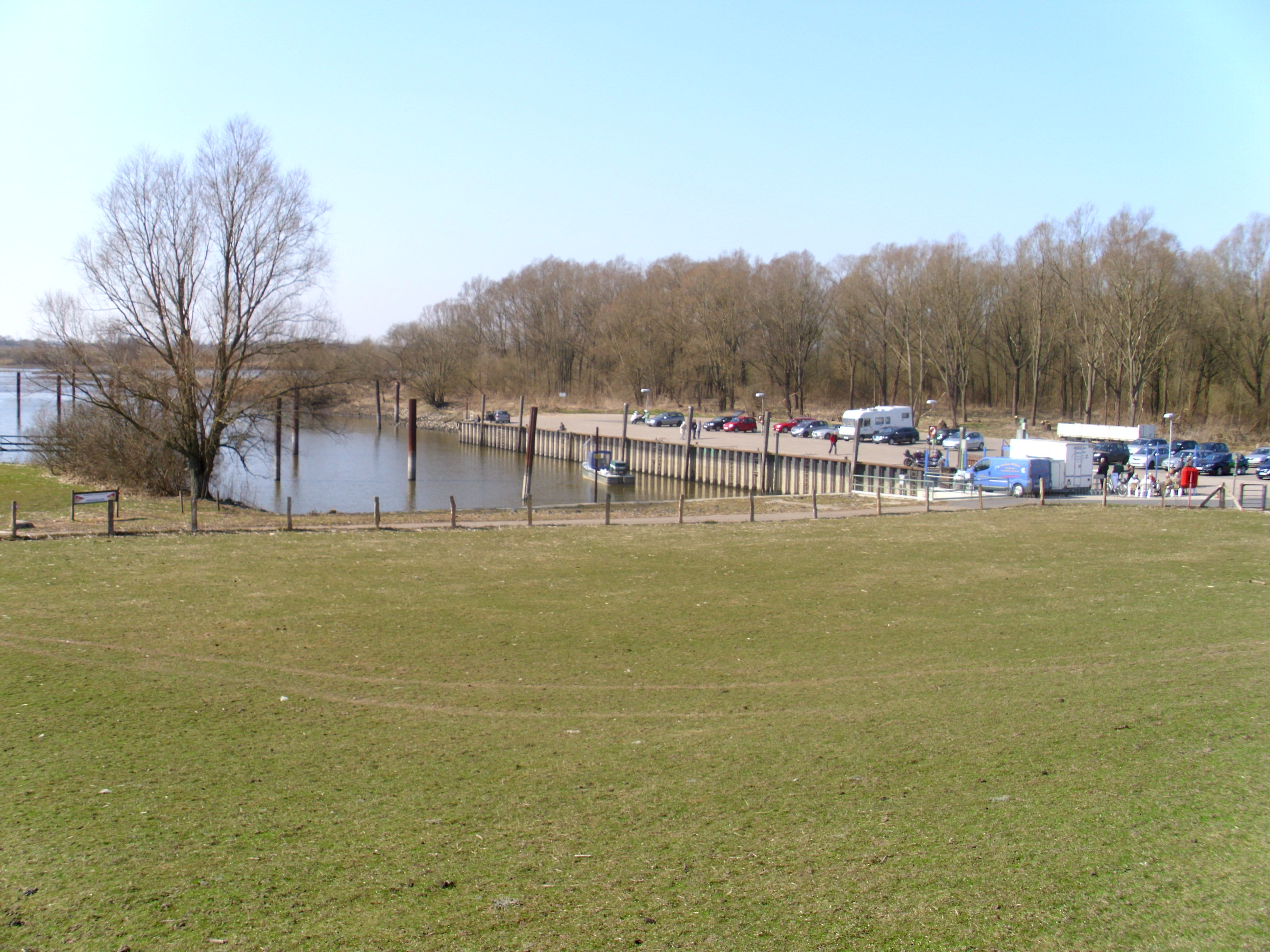
Haseldorfer Hafen
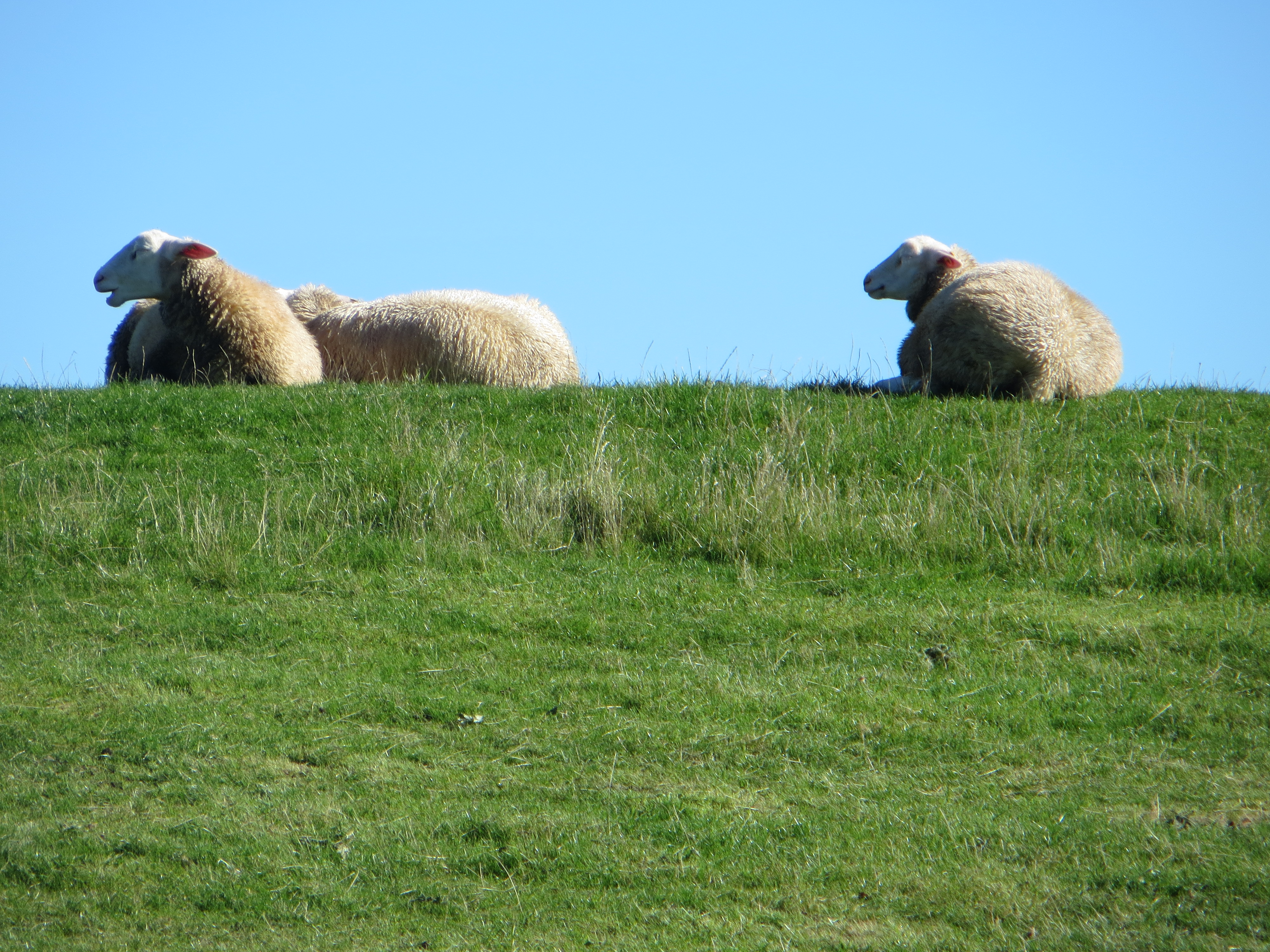
Haseldorfer Schafe